# Selezioni giovanili della nazionale maschile di pallavolo d'Israele
Le selezioni giovanili della nazionale maschile di pallavolo d'Israele sono gestite dalla federazione pallavolistica d'Israele (IVA) e partecipano ai tornei pallavolistici internazionali per squadre nazionali maschili limitatamente a specifiche classi d'età.

## Under 22
La selezione nazionale under 22 rappresenta  Israele nelle competizioni internazionali dove il limite di età è di 22 anni.
Non ha mai preso parte ad alcun torneo ufficiale.

## Under 21
La selezione nazionale under 21 rappresenta  Israele nelle competizioni internazionali dove il limite di età è di 21 anni.
Non ha mai preso parte ad alcun torneo ufficiale.

## Under 20
La selezione nazionale under 20 rappresenta  Israele nelle competizioni internazionali dove il limite di età è di 20 anni.
| Campionato europeo | Campionato europeo |
| Edizione           | Piazzamento        |
| ------------------ | ------------------ |
| 1966               | non qualificata    |
| 1969               | non qualificata    |
| 1971               | non qualificata    |
| 1973               | 12º posto          |
| 1975               | 11º posto          |
| 1977               | non qualificata    |
| 1979               | non qualificata    |
| 1982               | non qualificata    |
| 1984               | non qualificata    |
| 1986               | non qualificata    |
| 1988               | 12º posto          |
| 1990               | non qualificata    |
| 1992               | 9º posto           |
| 1994               | non qualificata    |
| 1996               | 12º posto          |
| 1998               | non qualificata    |
| 2000               | non qualificata    |
| 2002               | non qualificata    |
| 2004               | non qualificata    |
| 2006               | non qualificata    |
| 2008               | non qualificata    |
| 2010               | non qualificata    |
| 2012               | non qualificata    |
| 2014               | non qualificata    |
| 2016               | non qualificata    |
| 2018               | non qualificata    |
| 2020               | non qualificata    |
| 2022               | non qualificata    |
| 2024               | 7º posto           |

## Under 19
La selezione nazionale under 19 rappresenta  Israele nelle competizioni internazionali dove il limite di età è di 19 anni.
Non ha mai preso parte ad alcun torneo ufficiale.

## Under 18
La selezione nazionale under 18 rappresenta  Israele nelle competizioni internazionali dove il limite di età è di 18 anni.
Non ha mai preso parte ad alcun torneo ufficiale.

## Under 17
La selezione nazionale under 17 rappresenta  Israele nelle competizioni internazionali dove il limite di età è di 17 anni.
Non ha mai preso parte ad alcun torneo ufficiale.